# U-Boot Tipo UC I
La classe di U-Boot Tipo UC I era composta da sommergibili costieri della Kaiserliche Marine dedicati ad un compito specifico e particolare: la posa delle mine, che all'epoca non poteva essere fatta con i normali tubi di lancio siluri. I tedeschi costruirono 2 classi migliorate, a far tempo dal 1915, che al posto dei tubi di lancio siluri avevano pozzi verticali per l'alloggiamento di una dozzina di mine.